# Ampulex dentata
Ampulex dentata là một loài côn trùng cánh màng trong họ Ampulicidae, thuộc chi Ampulex. Loài này được Matsumura and Uchida miêu tả khoa học đầu tiên năm 1926.